# Xabier Azparren
Xabier Mikel Azparren Irurzun (* 25. února 1999) je španělský profesionální silniční cyklista jezdící za UCI ProTeam Q36.5 Pro Cycling Team.

## Hlavní výsledky

### Silniční cyklistika
2016
Národní šampionát
 vítěz časovky juniorů
2017
Národní šampionát
2. místo časovka juniorů
2019
Národní šampionát
 vítěz časovky do 23 let
2020
Národní šampionát
4. místo časovka do 23 let
2021
L'Étoile d'Or
9. místo celkově
2022
Volta ao Alentejo
2. místo celkově
vítěz 2. etapy
Národní šampionát
3. místo časovka
2023
Národní šampionát
5. místo časovka
6. místo Paříž–Camembert
Saudi Tour
9. místo celkově

#### Výsledky na Grand Tours
| Grand Tour      | 2021 | 2022 |
| --------------- | ---- | ---- |
| Giro d'Italia   | —    | —    |
| Tour de France  | —    | —    |
| Vuelta a España | 111  | 94   |

| —   | Nezúčastnil se |
| DNF | Nedokončil     |

### Dráhová cyklistika
2016
Národní juniorský šampionát
 vítěz madisonu (s Imanolem Inasou)
 vítěz týmové stíhačky
2017
Národní juniorský šampionát
 vítěz madisonu (s Unaiem Iribarem)
 vítěz týmové stíhačky
2020
Národní šampionát
 vítěz madisonu (s Illartem Zuazubiskarem)